# 天主教洛科薩教區
天主教洛科薩教區 （拉丁語：Dioecesis Lokossensis）是貝寧一個羅馬天主教教區，屬科托努總教區。
教區成立於1968年3月11日，包括庫福省及莫諾省，2010年有教友138,279人（佔轄區總人口12.5%）、四十五個堂區、104名司鐸。現任教區主教為維克托‧阿巴努。